# Ozero Baykal (saltsjö)
Ozero Baykal är en saltsjö i Kazakstan. Den ligger i den norra delen av landet, 500 km norr om huvudstaden Astana. Arean är 1,3 kvadratkilometer.